# Detroit Film Critics Society Awards 2016
Na 9. ročníku udílení cen Detroit Film Critics Society Awards byly předány ceny v těchto kategoriích:

## Vítězové a nominovaní

### Nejlepší film
La La Land
- Hořkých sedmnáct
- Za každou cenu
- Místo u moře
- Moonlight

### Nejlepší režisér
Damien Chazelle – La La Land
- Barry Jenkins – Moonlight
- Kenneth Lonergan – Místo u moře
- David Mackenzie – Za každou cenu
- Denzel Washington – Ploty

### Nejlepší herec v hlavní roli
Casey Affleck – Místo u moře jako Lee Chandler
- Joel Edgerton – Loving jako Richard Loving
- Andrew Garfield – Hacksaw Ridge: Zrození hrdiny jako Desmond T. Doss
- Ryan Gosling – La La Land jako Sebastian Wilder
- Denzel Washington – Ploty jako Troy Maxson

### Nejlepší herečka v hlavní roli
Emma Stoneová – La La Land as Mia Dolan
- Amy Adamsová – Příchozí jako Dr. Louise Banks
- Annette Beningová – Ženy 20. století jako Dorothea Fields
- Rebecca Hallová – Christine jako Christine Chubbuck
- Ruth Negga – Loving jako Mildred Loving
- Natalie Portmanová – Jackie jako Jacqueline Kennedyová

### Nejlepší herec ve vedlejší roli
Jeff Bridges – Za každou cenu jako Marcus Hamilton
- Mahershala Ali – Moonlight jako Juan
- Alden Ehrenreich – Ave, Caesar! jako Hobie Doyle
- Ralph Fiennes – Oslnění sluncem jako Harry Hawkes
- Lucas Hedges – Místo u moře jako Patrick Chandler

### Nejlepší herečka ve vedlejší roli
Viola Davis – Ploty jako Rose Maxson (remíza)
Greta Gerwig – Ženy 20. století jako Abbie (remíza)
- Elle Fanningová – Ženy 20. století jako Julie
- Felicity Jones – Volání netvora: Příběh života jako Lizzie O'Malley
- Michelle Williamsová – Místo u moře jako Randi Chandler

### Nejlepší obsazení
Ženy 20. století
- Everybody Wants Some!!
- Za každou cenu
- Místo u moře
- Moonlight

### Objev roku
Kelly Fremon Craig – Hořkých sedmnáct (režisér, scenárista)
- Mahershala Ali – Moonlight, Skrytá čísla (herec)
- Lucas Hedges – Místo u moře (herec)
- Barry Jenkins – Moonlight (režisér, scenárista)
- Trevante Rhodes – Moonlight (herec)
- Trey Edward Shults – Krisha (režisér, scenárista)

### Nejlepší scénář
Damien Chazelle – La La Land
- Eric Heisserer – Příchozí
- Barry Jenkins – Moonlight
- Kenneth Lonergan – Místo u moře
- Taylor Sheridan – Za každou cenu

### Nejlepší dokument
O.J.: Made in America
- 13TH
- Gleason
- Animovaný život
- Tickled
- Weiner